# CuriosityStream
CuriosityStream ist ein US-amerikanischer Video-on-Demand-Anbieter für Sachdokumentationen und -serien über Naturwissenschaften, Geschichte, Gesellschaft und Lebensstil.

## Unternehmen
Das Unternehmen mit der Rechtsform einer Limited Liability Company hat seinen Sitz in Silver Spring. Die Leitung obliegt Clint Stinchcomb als Präsident und Chief Executive Officer sowie Tia Cudahy als Chief Operating Officer.

## Geschichte
John Hendricks, welcher zuvor bereits den Discovery Channel gründete, startete den Betrieb für CuriosityStream in Amerika am 18. März 2015 in den Vereinigten Staaten. Das internationale Angebot des Unternehmens wurde am 29. September 2015 initiiert.

## Programm
Im Programmportfolio enthalten sind Originaldokumentationen verschiedener berühmter Wissenschaftler wie Stephen Hawking, Michio Kaku und Richard Dawkins; weiterhin besteht in den USA die Möglichkeit, auf exklusiven Inhalt der BBC zuzugreifen.
CuriosityStreams Angebot gliedert sich in vier Bereiche: Naturwissenschaften, Technologie, Gesellschaft und das Wesen des Menschen („human spirit“). Diese sind weiterhin in Unterkategorien aufgeteilt:
- Naturwissenschaften: Biologie, die Erde, Genetik, Medizin, Kognition, Natur, Physik, Astronomie
- Technologie: Künstliche Intelligenz, Kommunikation, Energie, Ingenieurwesen, Nanotechnologie, Datenschutz, soziales Netzwerk, Transportwesen
- Gesellschaft: Wirtschaft, Konflikte, Demokratie, Ökonomie, Selbständigkeit, Geschichte, Politik, Gesellschaftswissenschaft
- Der Mensch: Kunst, Wesen und Werte, Kreativität, Darstellende Kunst, Gesundheit und Wellness, Literatur, Musik, Philosophie

Die Benutzeroberfläche der Plattform ist auf Deutsch verfügbar, die Zahl der deutschen Beiträge ist aber limitiert. NDR Naturfilm arbeitete bei Tierfilmproduktionen mit CuriosityStream zusammen.

## Resonanz
In den Vereinigten Staaten wird CuriosityStream als Beispiel der zunehmenden Relevanz digitaler Streamingdienste genannt, so unter anderem vom Time Magazine, der New York Times und Mashable (“CuriosityStream: the new 'Netflix' for non-fiction”).
Im deutschsprachigen Raum ist hauptsächlich aufgrund der geringen Anzahl deutschsprachiger Beiträge und dementsprechend mangelnder Konkurrenzfähigkeit zu anderen Plattformen keine nennenswerte Resonanz erfolgt.